# ザ・ギフト (2019年テレビドラマ)
『ザ・ギフト』（英語: The Gift）は、フィリピンGMAネットワークで2019年9月16日から2020年2月7日まで放送されたテレビドラマ。